# Larsen-Kliffs
Die Larsen-Kliffs sind steile Kliffs aus Fels und Eis im ostantarktischen Königin-Maud-Land. Sie bilden im Mühlig-Hofmann-Gebirge einen Teil der Ostwand des Bergs Jøkulkyrkja.
Kartiert wurden die Kliffs anhand von Vermessungen und Luftaufnahmen der Dritten Norwegischen Antarktisexpedition (1956–1960). Namensgeber ist Per K. Larsen (* 1910), Koch auf dieser Forschungsreise.